# Derecho a la vida

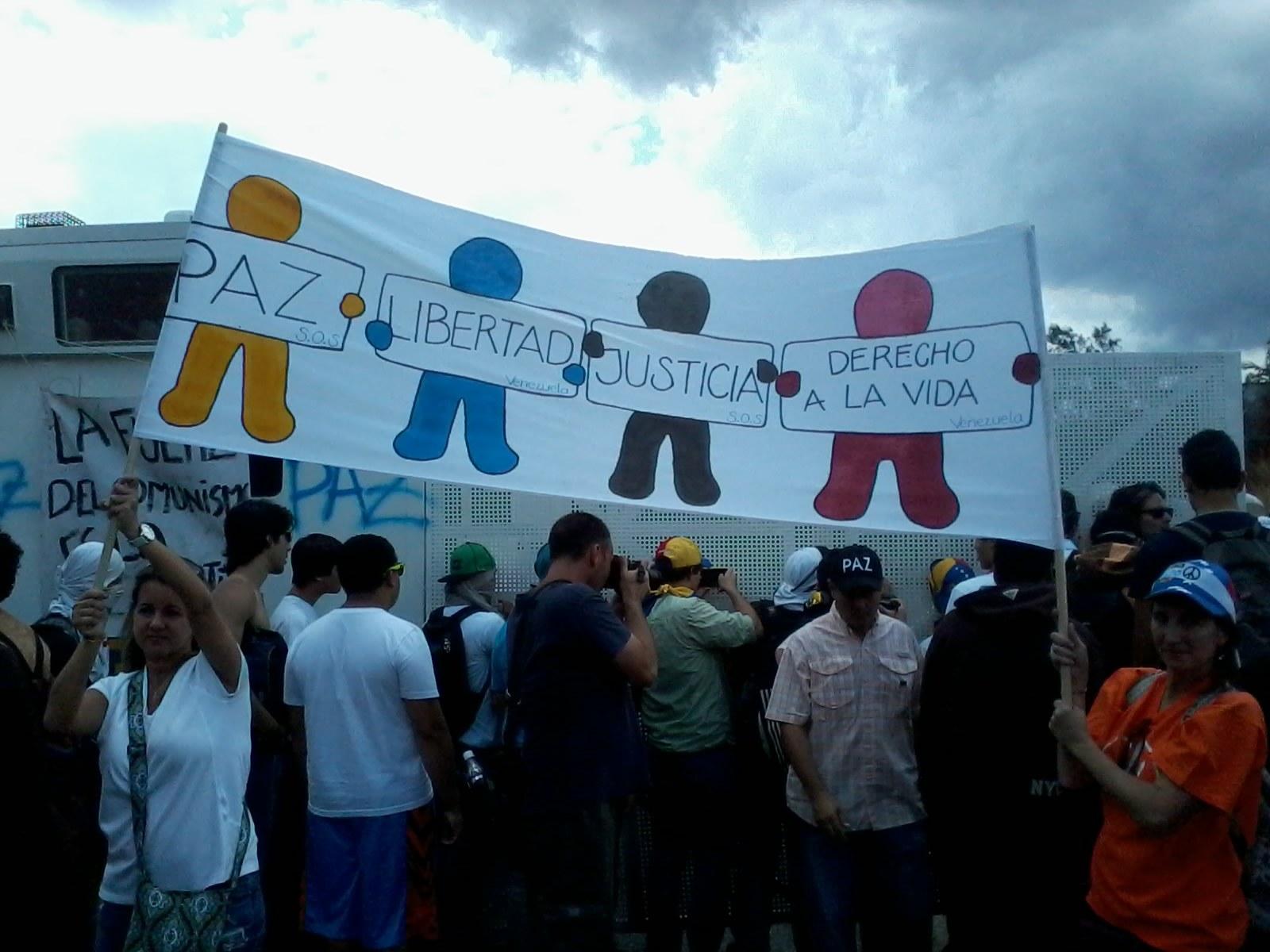
Manifestantes venezolanos en 2014 con un letrero que dice "Paz; Libertad; Justicia; Derecho a la vida".

El derecho a la vida es el derecho que reconoce a cualquier persona por el simple hecho de estar viva y que le protege de la privación u otras formas graves de atentado contra su vida por parte de otras personas o instituciones. Es posible llevar a cabo una fundamentación del derecho a la vida desde diversos enfoques (filosóficos, antropológicos, sociológicos, éticos, biológicos, etc.); desde el punto de vista jurídico, se trata de un derecho fundamental: el primero de todos, al considerar al titular como generador de cualquier otro derecho posible. En este sentido, ha sido consagrado de forma explícita en los tratados fundamentales internacionales, especialmente en los referidos a los Derechos Humanos, y en muchas legislaciones nacionales de diversos países del mundo. Integra la categoría de derechos civiles y de primera generación.
El derecho a la vida no solo protege a las personas de la muerte, sino toda forma de maltrato o violencia que haga su vida indigna. Así, atentan contra la vida, el genocidio (exterminio de un grupo por su nacionalidad, religión, raza o etnia), el terrorismo, la tortura, el secuestro o la desaparición forzada de personas (terrorismo de Estado), la esclavitud y los malos tratos

## Tratados internacionales

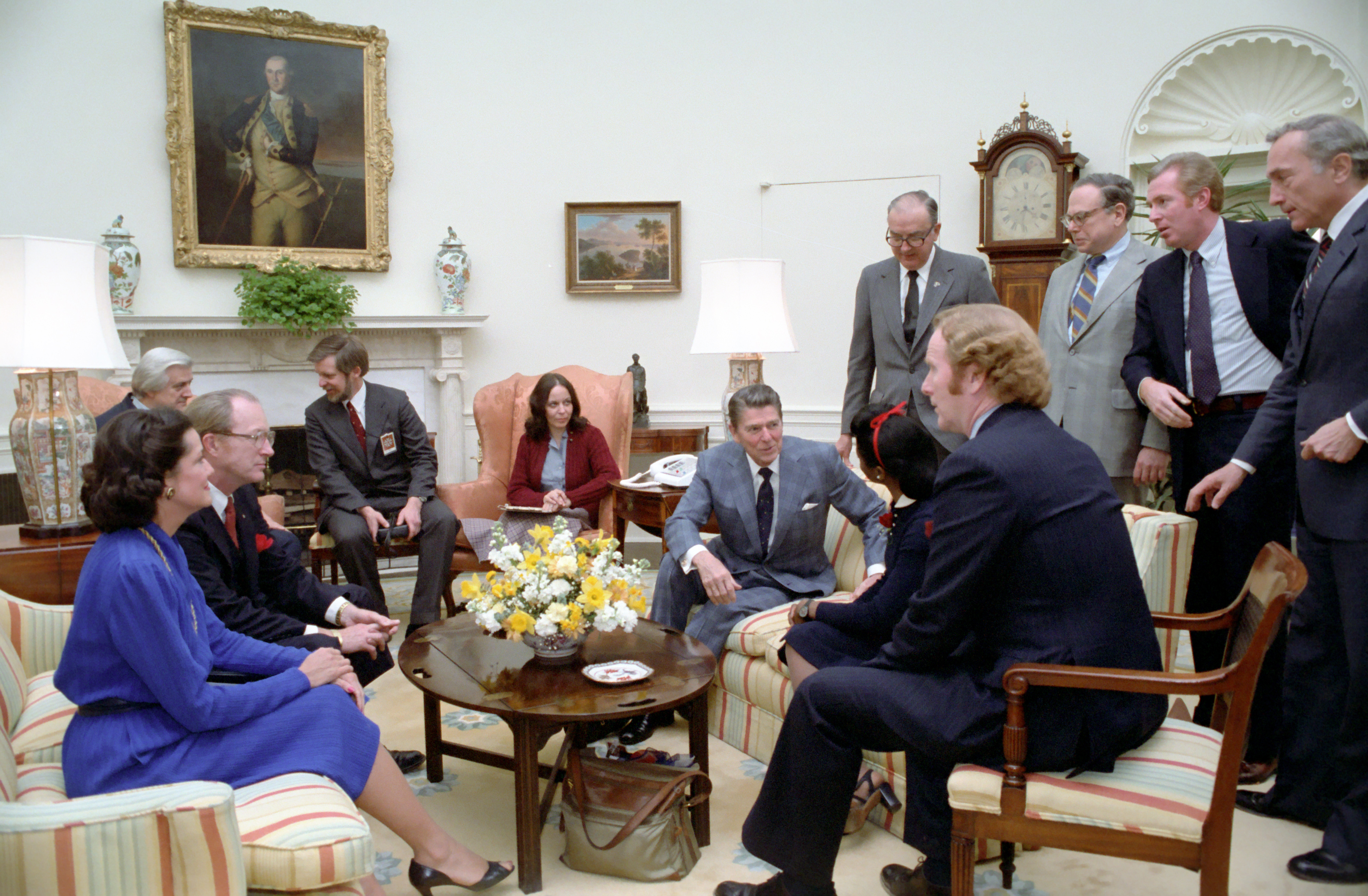
El presidente Ronald Reagan reunido con representantes del movimiento por el derecho a la vida, 1981.

Está reconocido en numerosos tratados internacionales: la Declaración Universal de los Derechos Humanos, el Pacto Internacional de los Derechos Civiles y Políticos, la Convención sobre los Derechos del Niño, el Pacto de San José de Costa Rica, la Convención para la Sanción del Delito de Genocidio, la Convención Internacional sobre la Eliminación de todas las Formas de Discriminación Racial, y la Convención contra la Tortura y otros Tratos o Penas Crueles, Inhumanas y Degradantes.
El derecho a la vida está plasmado en el artículo 3.° de la Declaración Universal de los Derechos Humanos:
El artículo 30 , que cierra la Declaración de los Derechos Humanos, también dice: " nada en la presente Declaración podrá interpretarse en el sentido de que confiere derecho alguno al Estado, a un grupo o a una persona para emprender y desarrollar actividades o realizar actos tendentes a la supresión de cualquiera de los derechos y libertades proclamados en esta Declaración"

Asimismo viene recogido en el artículo 2.º de la Carta de los Derechos Fundamentales de la Unión Europea:

Derecho a la vida.
1. Toda persona tiene derecho a la vida.
2. Nadie podrá ser condenado a la pena de muerte ni ejecutado.

## Pena de muerte

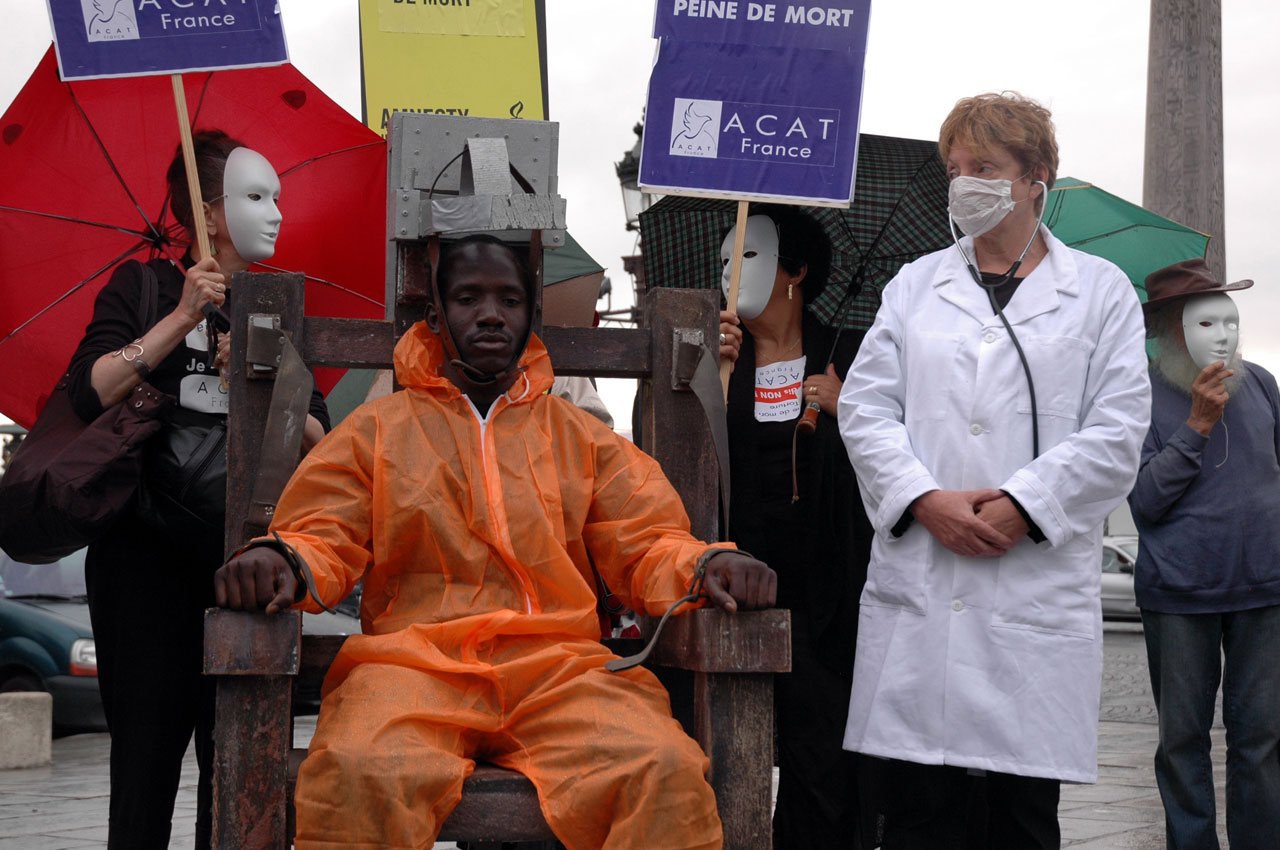
Manifestación en París en contra de la pena de muerte.

Su origen desde el punto de vista del Derecho positivo tuvo lugar en Roma, donde el primer delito castigado con la pena de muerte fue el perduellio, traición a la patria. Más tarde se aplicó también a otros delitos, siendo esta la pena imperante. Un tiempo después y aunque sin ser abolida cayó en desuso, restableciéndose posteriormente con los emperadores.
Algunas formas de ejecución son la lapidación, la rueda, la hoguera, la horca, el garrote vil, la silla eléctrica, la inyección letal (utilizada actualmente en EE. UU. y China.), la Cámara de gas o la guillotina (usada durante la Revolución Francesa).

### Países con pena de muerte
De los países miembros de la ONU, 55 mantienen la pena de muerte y 102 países han abolido la pena de muerte, según datos de Amnistía Internacional (2015).

## Situaciones de conflicto armado
El derecho internacional no prohíbe todos los tipos de violencia y guerra. El derecho a la vida en dichas situaciones no es absoluto, ni rotundo. El derecho internacional humanitario busca imponer restricciones en la manera en que la violencia puede ser usada en tiempos de conflicto. Ciertas categorías de personas, civiles o combatientes que han dejado las armas o estén heridos, se consideran protegidos. El derecho a la vida en estas categorías es sostenido y puede ser violado por ejemplo, con bombardeos indiscriminados, o la ejecución deliberada, o negando el acceso a la comida, agua o medicinas.

## Derecho de no expulsión o devolución(non-refoulement)

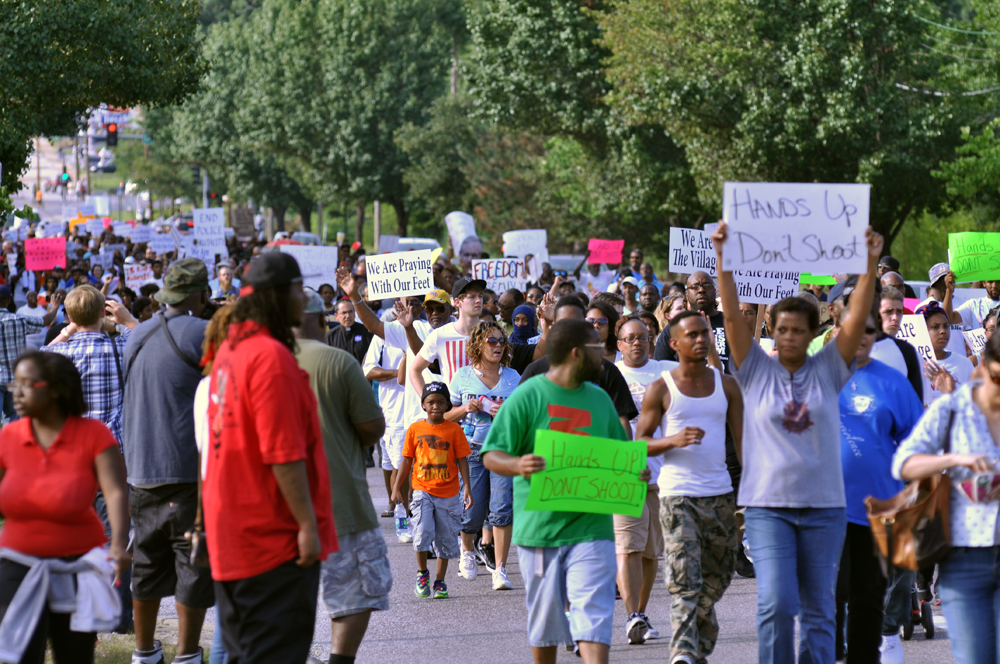
Protestas en Ferguson el 14 de agosto de 2014.

El derecho de las personas a no ser regresados por la fuerza a países donde sus vidas puedan estar en peligro está protegido en ciertas situaciones, este derecho también es conocido como el derecho de no-expulsión o devolución (non-refoulement).

## Postura de la Iglesia católica
La Iglesia católica defiende el derecho a la vida de todo ser humano desde su concepción hasta su muerte natural, por lo que es contraria al aborto, el suicidio, la pena de muerte, el homicidio voluntario (salvo en el caso de legítima defensa), la eutanasia y la promoción o el uso de drogas sin finalidad terapéutica.

## Movimientos y/o manifestaciones provida por país

### Argentina
Cada 25 de marzo, se celebra el Día del Niño por Nacer para concienciar y defender la vida desde la concepción en todas sus etapas. Argentina fue el primer país del mundo en declararlo el 7 de diciembre de 1998 por iniciativa del presidente Carlos Saúl Menem (decreto n.º 1406/98). 
Al año siguiente, se celebró por primera vez en el Teatro Coliseo de Buenos Aires. Se reunieron representantes de la Iglesia Católica y de las iglesias ortodoxas y cristianas, así como líderes judíos y musulmanes.

### España
Una de las organizaciones principales es HazteOir (CitizenGO a nivel internacional), cuyo fundador es Ignacio Arsuaga. Es calificada como una organización ultraconservadora y ultracatólica. Promueve la defensa de la familia, la vida y la libertad religiosa.

### Estados Unidos
A raíz del Caso Roe vs Wade y Doe vs Bolton en 1973 (a favor y en contra del aborto, respectivamente), surgió movimiento provida en los Estados Unidos. 
Al principio, el movimiento provida fue liderado por médicos, e incluía a políticos y feministas. Los conocimiento médicos tuvieron un papel importante en la opinión provida. Por otro lado, las feministas tendían a considerar el aborto como una necesidad indeseable impuesta a las mujeres por hombres irreflexivos. Incluso el ala del "amor libre" del movimiento feminista se negó a abogar por el aborto y trató la práctica como un ejemplo de los terribles extremos a los que el matrimonio moderno impulsaba a las mujeres. La violación sexual y la seducción de mujeres solteras eran males sociales que empujaron a las feministas a la necesidad de abortar, ya que los hombres no respetaron el derecho de las mujeres a la abstinencia.

### Francia
La primera organización específicamente provida en Francia, Laissez-les-vivre-SOS futures mères, se creó en 1971 durante el debate que condujo a la Ley del velo en 1975. Su principal portavoz fue el genetista Jérôme Lejeune. Desde 2005, el movimiento provida francés ha organizado una Marcha por la Vida anual.

## Instrumentos regionales e internacionales para la protección y promoción
Los instrumentos jurídicos internacionales toman la forma de tratados (también conocidos como acuerdos, convenios o protocolos) que obligan a los Estados contratantes. Cuando se termina de negociar, el texto de un tratado tiene el carácter de auténtico y definitivo, para lo cual los representantes de los Estados lo firman y ratifican. Especial importancia en la abolición de la pena de muerte tienen el Protocolo n.º 6 y el Protocolo n.º 13 a la Convención Europea de Derechos Humanos aprobados en el seno del Consejo de Europa.
Los contratos obligatorios pueden ser usados para forzar a los gobiernos a cumplir las provisiones en los tratados relevantes para los derechos humanos. Los instrumentos no obligatorios, como son las declaraciones y resoluciones, pueden ser usadas en situaciones relevantes para avergonzar a los gobiernos con publicidad negativa; Los gobiernos, en consecuencia, si desean proteger su imagen internacional adaptaran finalmente sus políticas.

## Relación con el aborto inducido
El aborto es uno de los temas más polémicos de tratar cuando se habla del derecho a la vida. Esto se debe a las diversas opiniones y posturas existentes respecto al tema. 
Entre estas posturas resaltan la Proelección y la Provida.